# Ariane Martin
Ariane Martin (* 4. Mai 1960 in St. Blasien) ist eine deutsche Germanistin.

## Leben
Ariane Martin legte 1985 an der Universität Marburg das erste Staatsexamen ab und war von 1989 bis 2002 Lehrbeauftragte an den Universitäten Marburg, Kassel und Darmstadt. Nach der Promotion 1992 in Marburg folgte von 1995 bis 1998 eine Tätigkeit als wissenschaftliche Mitarbeiterin an der „Forschungsstelle Georg Büchner – Literatur und Geschichte des Vormärz“. 2002 habilitierte sie sich an der Universität Kassel und ist seit 2002 Professorin für Neuere deutsche Literaturgeschichte mit kulturwissenschaftlicher Ausrichtung am Deutschen Institut des Fachbereichs 05 der Johannes Gutenberg-Universität Mainz.
Ihre Arbeitsschwerpunkte reichen vom Sturm und Drang (Jakob Michael Reinhold Lenz, der junge Goethe, Genieästhetik) über den Vormärz (Georg Büchner) bis zur frühen und klassischen Moderne (Naturalismus, Fin de Siècle, Kulturgeschichte der Weimarer Republik, Heinrich Mann, Frank Wedekind, Irmgard Keun), Literaturwissenschaft als Kulturwissenschaft, Gender Studies, Materialität und Medialität, Geschichte der Literaturgeschichtsschreibung und Editionsphilologie.
Seit 2013 ist Ariane Martin Präsidentin der Heinrich Mann-Gesellschaft. 